# Гидроксид родия(IV)
Гидроксид родия(IV) — неорганическое соединение,
гидроксид родия
с формулой Rh(OH)4,
тёмно-зелёный порошок,
не растворяется в воде.

## Получение
- Осаждение щёлочью раствора гексахлорородата(III) натрия в присутствии окислителей:

{\displaystyle {\mathsf {2Na_{3}[RhCl_{6}]+12NaOH+NaClO+H_{2}O\ {\xrightarrow {}}\ 2Rh(OH)_{4}\downarrow +13NaCl}}}

## Физические свойства
Гидроксид родия(IV) образует тёмно-зелёный порошок.
Не растворяется в воде.

## Химические свойства
- Является сильным окислителем, при растворении в соляной кислоте выделяется хлор:

{\displaystyle {\mathsf {2Rh(OH)_{4}+8HCl\ {\xrightarrow {}}\ 2RhCl_{3}+Cl_{2}+4H_{2}O}}}